# DIGIMON HISTORY 1999-2006 ALL THE BEST
『DIGIMON HISTORY 1999-2006 ALL THE BEST』（デジモン・ヒストリー・1999-2006・オール・ザ・ベスト）は、テレビアニメ、デジモンシリーズの楽曲を集めたコンピレーション・アルバム。

## 収録曲

### CD-01
1. Butter-Fly (4:17) 歌:和田光司
作詞:千綿偉功、作曲:千綿偉功、編曲:渡部チェル
「デジモンアドベンチャー」OPテーマ。
2. ターゲット〜赤い衝撃〜 (4:26) 歌:和田光司
作詞:松木悠、作曲:太田美知彦、編曲:太田美知彦
「デジモンアドベンチャー02」OPテーマ。
3. The Biggest Dreamer (3:50) 歌:和田光司
作詞:山田ひろし、作曲:太田美知彦、編曲:太田美知彦
「デジモンテイマーズ」OPテーマ。
4. FIRE!! (4:10) 歌:和田光司
作詞:山田ひろし、作曲:太田美知彦、編曲:太田美知彦
「デジモンフロンティア」OPテーマ。
5. 強ing! Going! My Soul! (3:51) 歌:ダイナマイトSHU
作詞:比留間徹、作曲:POM、編曲:渡部チェル
「デジモンセイバーズ」OPテーマ。
6. ヒラリ (3:47) 歌:和田光司
作詞:和田光司、作曲:IKUO、編曲:SPM@
「デジモンセイバーズ」OPテーマ。
7. With the Will (4:07) 歌:和田光司
作詞:大森祥子、作曲:渡部チェル、編曲:渡部チェル
「デジモンフロンティア」挿入歌。
8. brave heart (4:11) 歌:宮崎歩
作詞:大森祥子、作曲:太田美知彦、編曲:太田美知彦
「デジモンアドベンチャー」挿入歌。
9. Break up! (4:07) 歌:宮崎歩
作詞:山田ひろし、作曲:太田美知彦、編曲:太田美知彦
「デジモンアドベンチャー02」挿入歌。
10. Beat Hit! (4:21) 歌:宮崎歩
作詞:山田ひろし、作曲:太田美知彦、編曲:太田美知彦
「デジモンアドベンチャー02」挿入歌。
11. The last element (4:10) 歌:アユミ
作詞:山田ひろし、作曲:渡部チェル、編曲:渡部チェル
「デジモンフロンティア」挿入歌。
12. Believer (4:07) 歌:IKUO
作詞:山田ひろし、作曲:太田美知彦、編曲:太田美知彦
「デジモンセイバーズ」挿入歌。

### CD-02
1. I wish (4:03) 歌:前田愛
作詞:三浦徳子、作曲:白川善久、編曲:堀井勝美
「デジモンアドベンチャー」EDテーマ。
2. keep on (4:56) 歌:前田愛
作詞:NK、作曲:木根尚登、編曲:木根尚登・湯浅公一
「デジモンアドベンチャー」EDテーマ。
3. アシタハアタシノカゼガフク (4:10) 歌:AiM
作詞:三浦徳子、作曲:MIZUKI、編曲:渡部チェル
「デジモンアドベンチャー02」EDテーマ。
4. いつも いつでも (4:27) 歌:AiM
作詞:松木悠、作曲:白川明、編曲:太田美知彦
「デジモンアドベンチャー02」EDテーマ。
5. My Tomorrow (4:27) 歌:AiM
作詞:松木悠、作曲:大久保薫、編曲:大久保薫
「デジモンテイマーズ」EDテーマ。
6. Days -愛情と日常- (4:56) 歌:AiM
作詞:うらん、作曲:大久保薫・うらん、編曲:大久保薫
「デジモンテイマーズ」EDテーマ。
7. イノセント〜無邪気なままで〜 (4:24) 歌:和田光司
作詞:松木悠、作曲:千綿偉功、編曲:渡部チェル
「デジモンフロンティア」EDテーマ。
8. an Endless tale (3:42) 歌:和田光司 & AiM
作詞:山田ひろし、作曲:太田美知彦、編曲:太田美知彦
「デジモンフロンティア」EDテーマ。
9. One Star (3:56) 歌:伊藤陽佑
作詞:榊原智子、作曲:POM、編曲:大野宏明
「デジモンセイバーズ」EDテーマ。
10. 流星 (3:40) 歌:MiyuMiyu
作詞:yukiko、作曲:yukiko、編曲:三宅一徳
「デジモンセイバーズ」EDテーマ。
11. SLASH!! (3:59) 歌:太田美知彦
作詞:山田ひろし、作曲:太田美知彦、編曲:太田美知彦
「デジモンテイマーズ」挿入歌。
12. EVO (3:40) 歌:WILD CHILD BOUND
作詞:大森祥子、作曲:渡部チェル、編曲:渡部チェル
「デジモンテイマーズ」挿入歌。
13. One Vision (4:12) 歌:谷本貴義
作詞:山田ひろし、作曲:太田美知彦、編曲:太田美知彦
「デジモンテイマーズ」挿入歌。